# Hsiang Chun-hsien
Hsiang Chun-hsien (en chinois : 向俊賢) né le 4 septembre 1993 à Kaohsiung, est un athlète taïwanais, spécialiste du saut en hauteur.

## Carrière
Le 16 mai 2015, il porte son record à 2,25 m à Taipei. Le 7 juin, il remporte sous la pluie battante la médaille d'argent des Championnats d'Asie d'athlétisme 2015 en réussissant au premier essai la hauteur de 2,24 m, comme le vainqueur Takashi Etō. Le 10 juillet 2015, il améliore son record personnel et national à 2,28 m et remporte la médaille de bronze à l'Universiade d'été de Gwangju.
Le 21 octobre 2015 à Kaohsiung, il améliore ultérieurement le record national avec 2,29 m ce qui lui donne la qualification pour les Jeux olympiques de Rio.
Le 25 août 2017, il décroche de nouveau la médaille de bronze lors de l'Universiade à Taipei, dans son pays, avec 2,26 m, 2 cm de moins qu'en 2015 à Gwangju.
En 2018, son meilleur saut est de 2,22 m pour remporter le meeting de Hiratsuka. Il se qualifie pour la finale des Jeux asiatiques mais manque ses trois premiers essais.

## Palmarès
| Date | Compétition                    | Lieu        | Résultat | Marque |
| ---- | ------------------------------ | ----------- | -------- | ------ |
| 2010 | Jeux olympiques de la jeunesse | Singapour   | 6e       | 2,11 m |
| 2011 | Championnats d'Asie            | Kobe        | 7e       | 2,18 m |
| 2012 | Championnats d'Asie juniors    | Colombo     | 3e       | 2,16 m |
| 2014 | Championnats d'Asie en salle   | Hangzhou    | 9e       | 2,10 m |
| 2014 | Jeux asiatiques                | Incheon     | finale   | NM     |
| 2015 | Championnats d'Asie            | Wuhan       | 2e       | 2,24 m |
| 2015 | Universiade                    | Gwangju     | 3e       | 2,28 m |
| 2017 | Championnats d'Asie            | Bhubaneswar | 6e       | 2,20 m |
| 2017 | Universiade                    | Taipei      | 3e       | 2,26 m |
| 2018 | Jeux asiatiques                | Jakarta     | finale   | NM     |

## Records
| Épreuve         | Performance | Lieu      | Date            |
| --------------- | ----------- | --------- | --------------- |
| Saut en hauteur | 2,29 m (NR) | Kaohsiung | 21 octobre 2015 |